# Mallinella okuensis
Mallinella okuensis là một loài nhện trong họ Zodariidae.
Loài này thuộc chi Mallinella. Mallinella okuensis được Robert Bosmans & van Hove miêu tả năm 1986.